# Jim Boeheim
James Arthur „Jim“ Boeheim (* 17. November 1944 in Lyons, New York) ist ein ehemaliger US-amerikanischer Basketballtrainer.

## Werdegang
Ab 1962 studierte Boeheim, der deutscher Abstammung ist, an der Syracuse University. Er wurde Kapitän der Basketball-Hochschulmannschaft. Ab 1969 gehörte er dem Trainerstab an.
Von 1976 bis 2023 betreute er die Hochschulmannschaft der Syracuse University als Cheftrainer. In seiner 47-jährigen Amtszeit führte er Syracuse in der Big East Conference zu acht Hauptrundenmeisterschaften sowie zu fünf Meisterschaften in den Play-offs. 35 Mal nahm Syracuse unter Boeheims Leitung an der Meisterschaftsendrunde der ersten NCAA-Division teil. Nach Endspielniederlagen 1987 und 1996 gewann er 2003 den Meistertitel. Zwei weitere Male erreichte er mit der Mannschaft das Halbfinale.
Insgesamt führte Boeheim die Mannschaft zu 1015 Siegen (bei 441 Niederlagen) und stand mit diesem Wert bei seinem Rücktritt 2023 auf dem zweiten Platz der ewigen Bestenliste in der ersten NCAA-Division. 101 Siege wurden ihm von der NCAA aberkannt. Diese stammen aus den Zeiträumen 2004 bis 2007 sowie 2010 bis 2012, als die Syracuse University wegen Verstößen gegen das NCAA-Regelwerk bestraft wurde. Zu den namhaften Spielern, die er als Syracuse-Trainer betreute, gehören Carmelo Anthony, Tyler Ennis, Derrick Coleman, Dion Waiters, Adrian Autry (der 2023 Boeheims Nachfolger bei Syracuse wurde), Rony Seikaly, Sherman Douglas, John Wallace. 23 Spieler, die Boeheim an der Syracuse University ausbildete, wurden in der ersten Runde des NBA-Draftverfahrens ausgewählt.
Neben seiner Tätigkeit an der Syracuse University war er in zwei Amtszeiten Assistenztrainer der US-amerikanischen Nationalmannschaft. Zunächst war er als solcher bei der Weltmeisterschaft 1990 unter Cheftrainer Mike Krzyzewski tätig, als die US-Auswahl Bronze gewann. Von 2006 bis 2016 bildete Boeheim bei der US-Nationalmannschaft erneut ein Gespann mit Krzyzewski und war in diesem Amt daran beteiligt, dass die Vereinigten Staaten bei den Olympischen Spielen 2008, 2012 und 2016 sowie bei der Weltmeisterschaft 2010 und 2014 jeweils die Goldmedaille gewannen. Zwischen 2006 und 2016 führten Krzyzewski und Boeheim die US-Nationalmannschaft zu 88 Siegen, nur ein Spiel wurde verloren.
2005 wurde Boeheim in die Naismith Memorial Basketball Hall of Fame aufgenommen. Seine Söhne Jimmy Boeheim und Buddy Boeheim wurden Berufsbasketballspieler, nachdem sie vorher auch an der Syracuse University gespielt hatten. Jimmy Boeheim wechselte später in die deutsche Basketball-Bundesliga. Tochter Jamie Boeheim spielte Basketball an der University of Rochester.